# Superbohaterki
Superbohaterki (jap. 楽勝!ハイパードール Rakushou! Hāipa dōru) – manga autorstwa Shimpei Itoh.
Manga została zaadaptowana w formie dwóch odcinków OVA w 1995 roku przez Triangle Staff w reżyserii Makoto Moriwaki i Go Seki. 
W Polsce, anime było dystrybuowane od 1998 roku na VHS przez Planet Manga, a w następnych latach emitowany był na kanale Canal+.

## Fabuła
Film anime opisuje przygody Mew i Mici, które zostają wysłane na Ziemię, aby przywrócić pokój na całej planecie.

## Bohaterowie
- Mew Fumizuki – superbohaterka z krótkimi niebieskimi włosami.
- Mica Minazuki – superbohaterka z długimi czerwonymi włosami.
- Akai
- Shoko
- Detektyw Todo
- Boss

## Obsada
- Mayumi Iizuka – Mew
- Yukana Nogami – Mica
- Mitsuaki Madono – Hideo Akai
- Seizo Kato – Zygrid
- Megumi Ogata – Erika
- Yuri Shiramori – Shoko
- Fumihiko Tachiki – Mimizu-man
- Yuji Ueda – Matsushita